# 萊托赫拉德

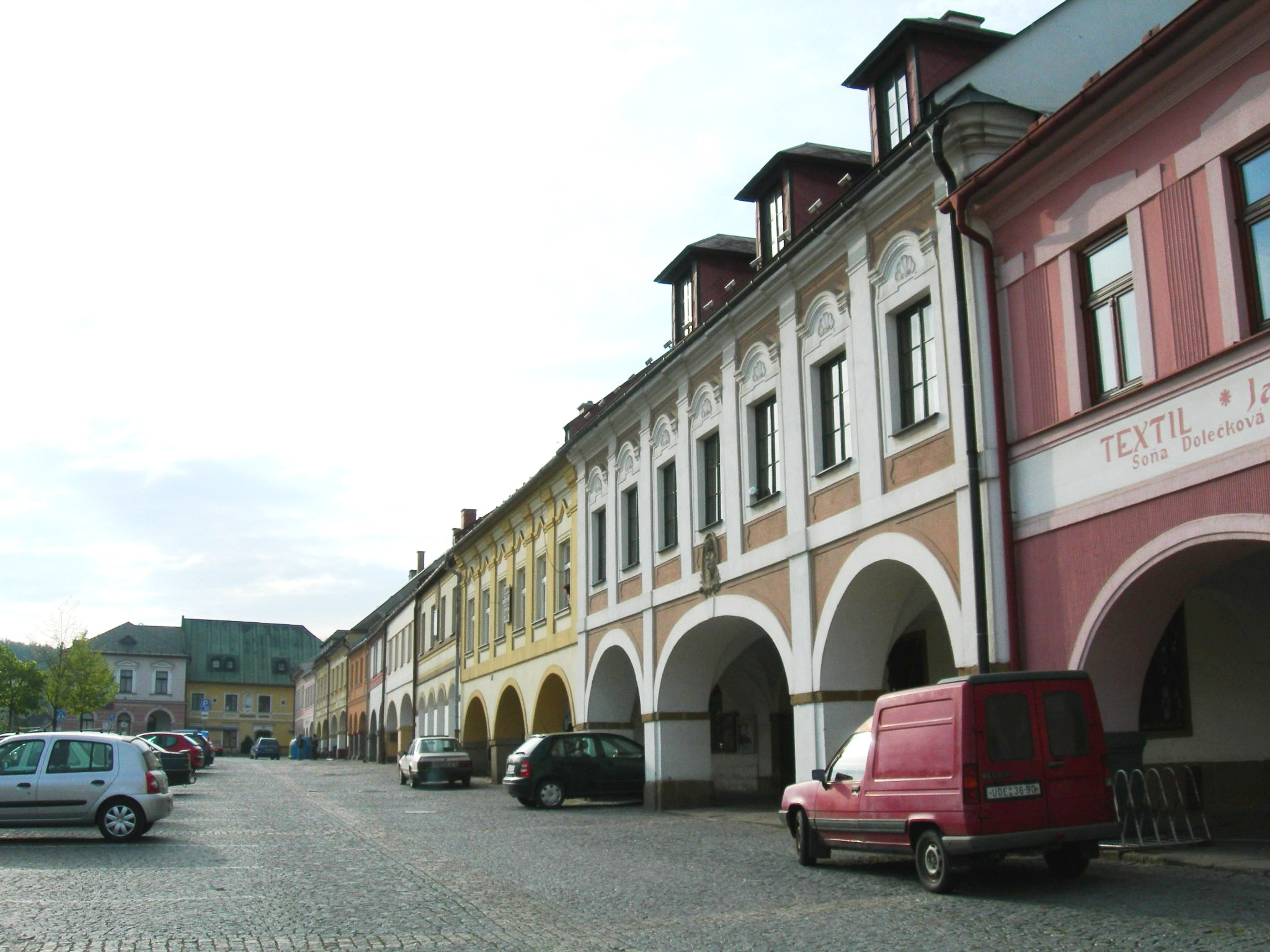

萊托赫拉德是捷克的城鎮，位於該國東北部，由帕爾杜比采州負責管轄，面積23.55平方公里，海拔高度372米，主要經濟活動是電子工業和農業，2001年人口6,283。

## 外部連結
- Municipal website (cz)
- Town museum, town history details (cz, en, de, pl)